# Łazariew.
Łazariew. – czwarty album studyjny rosyjskiego piosenkarza Siergieja Łazariewa. Płyta została wydana 16 grudnia 2012 roku nakładem wytwórni Sony Music.
20 marca 2013 roku album uzyskał status złotej płyty za sprzedaż w Rosji.

## Single
- „Moscow to California” – został wydany 6 lutego 2012 roku.
- „Take It Off” – został wydany 10 czerwca 2012 roku[2]. Do piosenki zrealizowano oficjalny teledysk, który miał swoją premierę w serwisie YouTube 12 marca 2014 roku[3].
- „Nierealnaja liubow” – został wydany 9 października 2012 roku.
- „Cure the Thunder” (feat. T-Pain) – został wydany 11 lutego 2013 roku[4]. Do piosenki zrealizowano oficjalny teledysk, który miał swoją premierę w serwisie YouTube 17 lutego 2013 roku[5].
- „Slozy w mojom sierdce” – został wydany 19 maja 2013 roku[6].
- „Stumblin’” – został wydany 26 sierpnia 2013 roku[7]. Do piosenki zrealizowano oficjalny teledysk, który miał swoją premierę w serwisie YouTube 10 października 2013 roku[8].
- „7 Wonders” – został wydany 25 maja 2014 roku. Utwór został wydany w rosyjskiej wersji językowej jako „7 cifr”[9]. Do obu wersji utworu zrealizowano teledyski, które miały swoje premiery pod koniec 2014 roku w serwisie YouTube[10][11].

## Lista utworów
Sporządzono na podstawie materiału źródłowego.
| Łazariew. | Łazariew.                                                  | Łazariew.                                                           | Łazariew. |
| Nr        | Tytuł utworu                                               | Autorstwo                                                           | Długość   |
| --------- | ---------------------------------------------------------- | ------------------------------------------------------------------- | --------- |
| 1.        | „Make You Say”                                             | Alexander Gabriel, Marz, Sam Lobue ll                               | 3:55      |
| 2.        | „Take It Off”                                              | Corey Chorus, Jonas Saeed, Marcus „Coffee” Lomax, Pontus Soderqvist | 3:29      |
| 3.        | „Stumblin’”                                                | Corey Chorus, Jonas Saeed, Pontus Soderqvist. Talay Riley           | 3:57      |
| 4.        | „Under the Moon”                                           | Andreas „AD” Hagos, Corey Chorus, Jonas Saeed                       | 3:39      |
| 5.        | „Nierealnaja lubow”                                        | Мichaił Juszkow, D. Lebiediew, Ksenija Sidorina                     | 4:08      |
| 6.        | „I Need Love” (DJ SAN)                                     | John Harris, Joost Jellema                                          | 3:25      |
| 7.        | „Moscow to California” (DJ M.E.G. feat. Łazariew i Timati) | Timur Junusow, S. Pozdniakowskij, E. Magajew                        | 4:04      |
| 8.        | „7 Wonders”                                                | Anton Malmberg, Niclas Lundin                                       | 3:27      |
| 9.        | „Storm”                                                    | Didrik Thott, Rob Curti, Lars Jansson Kilman                        | 3:55      |
| 10.       | „Keep Your Mouth Shut”                                     | Alexander Gabriel, Marz, Sam Lobue ll                               | 3:56      |
| 11.       | „Warrior”                                                  | Gerardo Sandell, Jacob Hazzel, Svante Halldin                       | 3:23      |
|           |                                                            |                                                                     | 41:18     |

| Łazariew. (Wersja rozszerzona) | Łazariew. (Wersja rozszerzona)                             | Łazariew. (Wersja rozszerzona)                                      | Łazariew. (Wersja rozszerzona) |
| Nr                             | Tytuł utworu                                               | Autorstwo                                                           | Długość                        |
| ------------------------------ | ---------------------------------------------------------- | ------------------------------------------------------------------- | ------------------------------ |
| 1.                             | „Make You Say”                                             | Alexander Gabriel, Marz, Sam Lobue ll                               | 3:55                           |
| 2.                             | „Take It Off”                                              | Corey Chorus, Jonas Saeed, Marcus „Coffee” Lomax, Pontus Soderqvist | 3:29                           |
| 3.                             | „Stumblin’”                                                | Corey Chorus, Jonas Saeed, Pontus Soderqvist. Talay Riley           | 3:57                           |
| 4.                             | „Under the Moon”                                           | Andreas „AD” Hagos, Corey Chorus, Jonas Saeed                       | 3:39                           |
| 5.                             | „Nierealnaja lubow”                                        | Мichaił Juszkow, D. Lebiediew, Ksenija Sidorina                     | 4:08                           |
| 6.                             | „I Need Love” (DJ SAN)                                     | John Harris, Joost Jellema                                          | 3:25                           |
| 7.                             | „Moscow to California” (DJ M.E.G. feat. Łazariew i Timati) | Timur Junusow, S. Pozdniakowskij, E. Magajew                        | 4:04                           |
| 8.                             | „7 Wonders”                                                | Anton Malmberg, Niclas Lundin                                       | 3:27                           |
| 9.                             | „Storm”                                                    | Didrik Thott, Rob Curti, Lars Jansson Kilman                        | 3:55                           |
| 10.                            | „Keep Your Mouth Shut”                                     | Alexander Gabriel, Marz, Sam Lobue ll                               | 3:56                           |
| 11.                            | „Warrior”                                                  | Gerardo Sandell, Jacob Hazzel, Svante Halldin                       | 3:23                           |
| 12.                            | „Slozy w mojom sierdce”                                    |                                                                     | 3:30                           |
| 13.                            | „Оtpuskaju”                                                |                                                                     | 3:41                           |
| 14.                            | „Desire” (z Gillesem Luką)                                 |                                                                     | 3:41                           |
| 15.                            | „Take It Off” (Wienderow Remix)                            |                                                                     | 3:44                           |
| 16.                            | „Cure the Thunder” (z T-Painem)                            |                                                                     | 3:48                           |
|                                |                                                            |                                                                     | 59:42                          |